# تكية أغشت
تكية أغشت هي قرية في مقاطعة ساوجبلاغ، إيران. يقدر عدد سكانها بـ 166 نسمة بحسب إحصاء 2016.